# Judith Bulthuis
Judith Bulthuis (geboren in Nijmegen) is een Nederlands bocciaspeler die heeft deelgenomen aan de Paralympische spelen 2016. Bulthuis komt uit in de BC-2 klasse.

## Levensloop
Bulthuis werd tien weken te vroeg geboren samen met haar tweelingbroer. Hierdoor gebruikt Bulthuis een rolstoel. Het was lastig om een passende sport te vinden. Uiteindelijk werd de keuze gemaakt om boccia te gaan spelen. De leraar van Bulthuis begon een bocciaclub op school omdat ze een natuurtalent bleek. Al snel werden al Bulthuis haar eigen leeftijdsgenoten verslagen. Op het moment de ze wilde stoppen omdat er geen uitdaging in de sport zat, werd Bulthuis gebeld door TeamNL. Hierbij kwam de vraag of Bulthuis wilde meetrainen omdat er een vrouwelijke ploeggenoot werd gezocht voor de BC1-2 gemengde landenwedstrijd.
Uiteindelijk heeft dit resultaat want Judith Bulthuis weet zich als eerste Nederlander ooit te plaatsen voor de Paralympische spelen 2016. De BC1-2 ploeg voldeed niet aan de eisen van NOC*NSF waardoor er in principe geen ploeg uitgezonden mocht worden. De internationale bocciabond was het hier echter niet mee eens omdat haar ploeggenoot Daniël Perez niet als enkel individu werd gestuurd, waardoor de ploeg alsnog deel mocht nemen. Hierdoor kwalificeerde Bulthuis zich samen met Daniël Perez en Bernd Meints als eerste Nederlanders ooit in de sport boccia. Bulthuis start niet individueel omdat er per land één deelnemer mee doet. Deze plaats is toegewezen aan Bernd Meints.
De eerste wedstrijd tegen Japan werd met 3-1 verloren. De volgende tegenstander in de groepsfase was Groot-Britanië. Met 2-11 is deze wedstrijd ook verloren. Dit betekent dat de ploeg is uitgeschakeld en een elfde eindklassering noteert van de twaalf deelnemers.
Hierna wist de ploeg zich te plaatsen voor het wereldkampioenschap 2018 in Liverpool. Ook kreeg Bulthuis in tegenstelling tot de Paralympische spelen 2016 nu wel een individuele startplaats. Tijdens het individuele toernooi werd er één wedstrijd gewonnen en twee verloren. Dit betekende dat Bulthuis als derde eindigde in de groepsfase en dit was niet genoeg voor de achtste finale omdat alleen de beste nummers twee zich plaatsten voor de achtste finale.  Hierdoor eindigde Bulthuis als tweeëntwintigste. Bij de BC1-2 gemengde landenwedstrijd speelde Nederland in de groepsfase tegen Hongkong, China en Slowakije, en alleen van het laatste land werd er verloren. Desalniettemin werd Nederland eerste in de groepsfase, waarin de kwartfinale tegen Brazilië met 2-7 werd verloren, en eindigde de ploeg op een achtste plaats.
In 2020 besloot Bulthuis te stoppen met het spelen van boccia, mede omdat Bulthuis door wilde gaan tot en met de Paralympische Spelen 2020, maar het lukte het niet om kwalificatie af te dwingen met de BC1-2 ploeg. 

## Resultaten

### Paralympische Spelen
| Jaar | Plaats         | BC-2                 | Gemengd BC1-2 |
| ---- | -------------- | -------------------- | ------------- |
| 2016 | Rio de Janeiro | Niet gekwalificeerd. | 11            |

### Wereldkampioenschap
| Jaar | Plaats    | BC-2 | Gemengd BC1-2 |
| ---- | --------- | ---- | ------------- |
| 2018 | Liverpool | 22   | 8             |